# Anjozorobe
Anjozorobe, grad u sredini Madagaskara sa 17 802 stanovnika, smješten u Provinciji Toamasina i Regiji Analamanga. Upravno je središte Distinkta Anjozorobe. 

## Povijest
Anjozorobe je osnovao legendarni malgaški kralj Andrianampoinimerina kojemu se taj kraj toliko dopao da se tu povukao živjeti napustivši Antananarivo.
Grad je bio središte malgaških pobunjenika protiv francuske kolonijalne uprave krajem 19. stoljeća. Oni su krili u šumama trstike uz korito rijeke Mananare sa svojim vođom Rabezavanom. Po ondašnjim francuskim izvorima, oni su tu mučili i ubili isusovačkog fratra Jacquesa Berthieua 8. lipnja 1896. godine.
Anjozorobe je danas poznat kao malgaški Lourdes (ili Međugorje) jer se u njegovoj okolini kraj mjesta Ambohitantelija navodno vidiocima ukazala 1990. godine sveta Marija.Otada gomila hodočasnika posjećuje Anjozorobe.
Posljednih godina grad prima pomoć od francuskog udruženja AMIF (Amitié Madagascar - Ile de France) uz čiju pomoć je podignuta brana na rijeci i neki manji objekti.

## Etimologija
Anjozorobe ima korijen u riječi zoro koja na malgaškom ima dvojako značenje; s jedne strane znači sveto, a s druge trska. Doista je na sjeveroistoku od grada kultno sveto mjesto tradicionalnih animističkih vjerovanja, a s druge strane korito rijeke Mananare prepuno šumaraka trske.

## Geografska i klimatska obilježja
Anjozorobe leži u središnjem gorju Madagaskara, na nadmorskoj visini od 1 000 m. Gradić se smjestio na par brježuljaka na lijevoj obali rijeke Mananare, usred gustih šuma. Grad je udaljen oko 92 km od glavnog grada Antananariva državnom cestom br. 3 u pravcu jugoistoka. Sjeveroistočno od grada na visini od 1 100 m (ispod brda Kamanja) izvire Mangaro, najveća rijeka na istoku Madagaskara.
Šumski pojas Anjozorobe-Angavo je u prosincu 2005. godine proglašen parkom prirode, kao jedno od posljednjih područja divljine na Madagaskaru koje nije doživjelo sječu i devastaciju.Kroz park teče rijeka Mangaro, koja kraj mjesta Ambohimange ima veličanstvene slapove.
Klima je miješana tropska i umjerena kontinentalna s prosječnom temperaturom od 21-22°C i dva različita godišnja doba. Zima traje od travnja do rujna, a ljeto od listopada do ožujka kad pušu monsunski vjetrovi s istoka i kiši.
| Klimatološki srednjaci za Anjozorobe (6 m) | Klimatološki srednjaci za Anjozorobe (6 m) | Klimatološki srednjaci za Anjozorobe (6 m) | Klimatološki srednjaci za Anjozorobe (6 m) | Klimatološki srednjaci za Anjozorobe (6 m) | Klimatološki srednjaci za Anjozorobe (6 m) | Klimatološki srednjaci za Anjozorobe (6 m) | Klimatološki srednjaci za Anjozorobe (6 m) | Klimatološki srednjaci za Anjozorobe (6 m) | Klimatološki srednjaci za Anjozorobe (6 m) | Klimatološki srednjaci za Anjozorobe (6 m) | Klimatološki srednjaci za Anjozorobe (6 m) | Klimatološki srednjaci za Anjozorobe (6 m) | Klimatološki srednjaci za Anjozorobe (6 m) |
| mjesec                                     | sij                                        | velj                                       | ožu                                        | tra                                        | svi                                        | lip                                        | srp                                        | kol                                        | ruj                                        | lis                                        | stu                                        | pro                                        | godina                                     |
| ------------------------------------------ | ------------------------------------------ | ------------------------------------------ | ------------------------------------------ | ------------------------------------------ | ------------------------------------------ | ------------------------------------------ | ------------------------------------------ | ------------------------------------------ | ------------------------------------------ | ------------------------------------------ | ------------------------------------------ | ------------------------------------------ | ------------------------------------------ |
| srednji minimum, °C                        | 21                                         | 21                                         | 21                                         | 22                                         | 20                                         | 17                                         | 16                                         | 15                                         | 15                                         | 17                                         | 19                                         | 19                                         | 21                                         |
| Izvor:                                     |                                            |                                            |                                            |                                            |                                            |                                            |                                            |                                            |                                            |                                            |                                            |                                            |                                            |

## Vanjske poveznice
- A Madagascar, la survie de la forêt entre les mains des cultivateurs
- Ukazanja Marije u Anosivolakeliju